# Mwene-Ditu
Mwene-Ditu es una gran villa de la República Democrática del Congo, con una población de 539.431 habitantes censados recientemente el 31 de diciembre de 2006.

## Geografía
Situada al sur de Kasai Oriental. Aparte de la zona de la ciudad, el territorio existe un territorio de nueva creación llamado Luilu.
La ciudad ha ido creciendo a lo largo de estos años desde 1992, con la llegada de las nuevas divisiones políticas en Kasai y la anterior expulsión de Katanga.
La ciudad de Mwene Ditu limita al norte con el cacicazgo Mulundu y la población de Canadá Kanda. Sur-Mwene Ditu es gobernada por el jefe de Mulundu.
Al este, con el sector de Kanda-Kanda y el jefe de Mulundu.
Al oeste con el jefe de Mulundu y la llegada de Lukola